# Egzokarp

Przekrój przez brzoskwinię

Egzokarp – zewnętrzna warstwa okrywająca owoc, która powstaje z zewnętrznej skórki słupka.